# 四川路桥建设集团
四川路桥建设集团（上交所：600039）又稱四川公路桥梁建设集团有限公司、四川路桥建设集团股份有限公司，是蜀道集团（之前為四川铁路产业投资集团有限责任公司）子公司，也是中华人民共和国四川省成都市一家从事中國国内外土建工程的建築公司。该公司的大部分业务在中国進行，但在厄立特里亚、挪威、坦桑尼亚、柬埔寨和阿拉伯联合酋长国也有業務開展。 该公司还在厄立特里亚开采金矿。 該公司成立於1999年，2003年，該公司在上海证券交易所上市。
2023年9月3日，四川路桥副董事长、总经理陈良春及副总经理张建明，在凉山州金阳县“8·21”山洪灾害期间因涉嫌“不报、谎报安全事故罪”已被公安机关依法采取强制措施。9月4日，四川路桥党委书记、董事长熊国斌涉嫌严重违纪违法，接受四川省纪委监委纪律审查和监察调查。